# Викрутайс
Викрутайс (англ. Icecool) — це дитяча та гра на спритність від латвійської групи авторів ігор під псевдонімом Brian Gomez. Гра розрахована на 2–4 гравців віком від 6 років, триває приблизно 20 хвилин за раунд. Вона вийшла в 2016 році в англійській версії під видавництвом Brain Games, у німецькій версії під видавництвом Amigo, а також в українській від IGAMES. У 2017 році гра була номінована на престижну нагороду Kinderspiel des Jahres і здобула перемогу. Крім того, вона отримала Німецьку премію дитячих ігор 2017 і була відзначена на австрійській ігровій премії як одна з найкращих дитячих ігор.

## Тема та комплектація
Гра «Викрутайс» — це перегони між учнями-пінгвінами та шкільним наглядачем у школі пінгвінів. Пінгвіни-учні хочуть ловити риб на коридорах, замість того щоб сидіти в класі, тоді як наглядач (ловець) намагається їх зловити. Гравці керують пінгвінами, пересуваючи їх за допомогою клацання пальцем, і намагаються виконати свої завдання: учні отримують бали за зібрані риби, а наглядач — за спійманих пінгвінів.
До складу гри входять:
- п'ять коробок, що складаються в ігрове поле,
- чотири пінгвіни різного кольору (червоний, синій, жовтий, зелений),
- 16 дерев'яних рибок п'яти кольорів (по три риби гравців і чотири сірі),
- 45 карт риб з балами від 1 до 3,
- чотири картки-пам'ятки для гравців,
- чотири перепустки для пінгвінів.

## Правила гри
На початку гри коробки складаються відповідно до інструкцій у тривимірний ігровий план і фіксуються нейтральними рибками. Гравці обирають колір свого пінгвіна та отримують відповідні фігурки, дерев'яні рибки, картки пінгвінів і перепустки пінгвінів. Карти риб перемішуються та викладаються в колоду. Один гравець стає ловцем, решта — бігунами, кожен із них фіксує свої рибки над позначеними дверима.
Ловець починає з будь-якої позиції в межах червоних ліній на кухні. Бігун, що сидить ліворуч від ловця, починає гру, розміщуючи пінгвіна на стартовому полі в класі і клацаючи його в будь-якому напрямку. Після цього ходить наступний гравець. Хід складається з одного клацання пінгвіна. Ловець робить хід після того, як усі бігуни зробили свої.
Бігуни намагаються зібрати свої рибки, клацаючи пінгвінів через двері. Якщо пінгвін перетне двері, гравець бере рибку і тягне карту риби. Якщо фігура застрибує на двері чи застряє в них, рибку отримати не можна.
Ловець намагається зловити бігунів, торкнувшись їх пінгвіном. У такому випадку бігун віддає свою перепустку ловцю, але може продовжити гру. Раунд закінчується, коли один із бігунів збере всі три рибки або ловець зловить усіх бігунів. Після цього гравці підраховують свої бали та починається новий раунд.

## Доповнення
У 2017 році з'явилося перше міні-доповнення з картами на 0,5 бала, а також кілька промо-наборів, таких як Brian Gomez Promo та Emerald Fish Promo. У 2019 році вийшло доповнення Walrus Expansion, що додало до гри три фігури моржів, які надають гравцям додаткові раунди.
У 2018 році вийшло продовження Icecool 2. Це майже така ж гра, але елементи школи розташовані дзеркально відносно оригіналу. Додаткові завдання та можливість комбінованої гри з Викрутайс дозволяють грати до 8 гравців одночасно.

## Визнання
Викрутайс отримала визнання завдяки своїй оригінальності та ігровому процесу. Гра виграла кілька нагород, серед яких Kinderspiel des Jahres 2017.
Того ж року гра виграла Німецьку премію дитячих ігор, була номінована на Graf Ludo, нагороду за найкращу ігрову графіку року, а також була визнана одним з трьох «Хітів дитячих ігор» у 2017 році на австрійській премії «Spiel der Spiele».